# Erer (vattendrag)
Erer är ett vattendrag i Etiopien.   Det ligger i regionen Somali, i den centrala delen av landet, 400 km öster om huvudstaden Addis Abeba.